# A Haunting at Silver Falls 2
A Haunting at Silver Falls 2 è un film del 2019 diretto da Teo Konuralp.
Si tratta del sequel del film A Haunting at Silver Falls del 2013.

## Trama
Diversi anni dopo lo scontro mortale con la zia serial killer, Jordan lavora per dimenticare il passato e vivere una vita tranquilla. Ma quando lo spettro vendicativo di sua zia riappare per unire le sue forze con un detenuto pazzo, Jordan è costretta a fare ritorno nella città infestata di Silver Falls per una resa dei conti finale con i fantasmi del suo passato.

## Distribuzione
Il film è stato distribuito nelle sale cinematografiche statunitensi dalla Outsider Pictures.
Nel giugno 2019 è stato distribuito in DVD, On Demand e in digitale col titolo A Haunting at Silver Falls: The Return.